# شورباچی، حاجی‌قبول
شورباچی (به ترکی آذربایجانی: Şorbaçı) یک منطقهٔ مسکونی در جمهوری آذربایجان است که در شهرستان حاجی‌قبول واقع شده‌است. شورباچی ۱٬۴۴۰ نفر جمعیت دارد.
شورباچی به معنی تهیه‌کننده شوربا (سوپ) است.